# First Division 1972-1973
La First Division 1972-1973 è stata la 74ª edizione della massima serie del campionato inglese di calcio, disputata tra il 12 agosto 1972 e il 9 maggio 1973 e concluso con la vittoria del Liverpool, al suo ottavo titolo.
Capocannoniere del torneo è stato Pop Robson (West Ham Utd) con 28 reti.

## Stagione

### Novità
Al posto delle retrocesse Nottingham Forest e Huddersfield Town sono saliti dalla Second Division il Norwich City, al primo campionato di massima serie, e il Birmingham City.

### Avvenimenti
Le prime battute del campionato rivelarono come protagoniste l'Arsenal e il Liverpool che si alternarono in vetta alla classifica inseguite da un folto gruppo composto da Ipswich Town, Leeds Utd, Tottenham ed Everton, quest'ultimo in grado di prendere il comando solitario della classifica all'ottavo turno. A quel punto riemerse il Liverpool che, ottenendo dei risultati favorevoli negli scontri diretti (0-0 ad Highbury il 16 settembre e 2-1 esterno contro il Leeds dopo quattordici giorni), si scrollò di dosso le altre concorrenti e andò in fuga, mantenendo fino a gennaio distacchi rassicuranti sui Gunners e sui Whites malgrado alcune partite da recuperare. Con l'inizio dell'anno nuovo la capolista ebbe un calo ed emerse l'Arsenal: vincendo lo scontro diretto dell'Anfield in programma il 10 febbraio, scalzò i Reds dalla vetta della classifica e diede il via ad un secondo duello al vertice col Liverpool, che arrivò ad un punto di svolta il 31 marzo, quando una sconfitta interna rimediata dai Gunners permisero agli uomini di Bill Shankly di prendere definitivamente il comando della classifica. Incrementando gradualmente il proprio vantaggio, i Reds giunsero alla vigilia dell'ultimo turno con quattro punti di vantaggio sui Gunners, i quali avevano ancora due gare da recuperare: un pesante rovescio interno rimediato dall'Arsenal (6-1 nel secondo recupero con il Leeds) permise al Liverpool di mettere le mani sull'ottavo titolo, l'ultimo della gestione Shankly.
In zona UEFA, una sconfitta all'ultima giornata contro un Arsenal ancora in corsa per il titolo costò la qualificazione europea al West Ham Utd, a tutto vantaggio del Wolverhampton, che ottenne il visto per la competizione continentale assieme all'Ipswich Town e a un Leeds da tempo già qualificato: la vittoria del Tottenham in Coppa di Lega aveva infatti già deciso la rappresentante di Londra, nella sua autonomia non avendo ancora la FA modificato il regolamento cittadino della vecchia Coppa delle Fiere. Sul fondo della classifica, scesero Crystal Palace e West Browmich.

## Squadre partecipanti
| Club            | Stagione | Città               | Stadio           | Stagione precedente                   |
| --------------- | -------- | ------------------- | ---------------- | ------------------------------------- |
| Arsenal         | dettagli | Londra              | Arsenal Stadium  | 5º posto in First Division            |
| Birmingham City | dettagli | Birmingham          | St Andrew's      | 1º posto in Second Division, promosso |
| Chelsea         | dettagli | Londra              | Stamford Bridge  | 7º posto in First Division            |
| Coventry City   | dettagli | Coventry            | Highfield Road   | 18º posto in First Division           |
| Crystal Palace  | dettagli | Londra              | Selhurst Park    | 20º posto in First Division           |
| Derby County    | dettagli | Derby               | Baseball Ground  | 1º posto in First Division            |
| Everton         | dettagli | Liverpool           | Goodison Park    | 15º posto in First Division           |
| Ipswich Town    | dettagli | Ipswich             | Portman Road     | 13º posto in First Division           |
| Leeds Utd       | dettagli | Leeds               | Elland Road      | 2º posto in First Division            |
| Leicester City  | dettagli | Leicester           | Filbert Street   | 12º posto in First Division           |
| Liverpool       | dettagli | Liverpool           | Anfield          | 3º posto in First Division            |
| Manchester City | dettagli | Manchester          | Maine Road       | 4º posto in First Division            |
| Manchester Utd  | dettagli | Manchester          | Old Trafford     | 8º posto in First Division            |
| Newcastle Utd   | dettagli | Newcastle upon Tyne | St James' Park   | 11º posto in First Division           |
| Norwich City    | dettagli | Norwich             | Carrow Road      | 2º posto in Second Division, promosso |
| Sheffield Utd   | dettagli | Sheffield           | Bramall Lane     | 10º posto in First Division           |
| Southampton     | dettagli | Southampton         | The Dell         | 19º posto in First Division           |
| Stoke City      | dettagli | Stoke-on-Trent      | Victoria Ground  | 17º posto in First Division           |
| Tottenham       | dettagli | Londra              | White Hart Lane  | 6º posto in First Division            |
| West Bromwich   | dettagli | West Bromwich       | The Hawthorns    | 16º posto in First Division           |
| West Ham Utd    | dettagli | Londra              | Boleyn Ground    | 14º posto in First Division           |
| Wolverhampton   | dettagli | Wolverhampton       | Molineux Stadium | 9º posto in First Division            |

## Allenatori e primatisti
| Squadra         | Allenatore                                        | Calciatore più presente | Cannoniere |
| --------------- | ------------------------------------------------- | ----------------------- | ---------- |
| Arsenal         | Bertie Mee                                        |                         |            |
| Birmingham City | Freddie Goodwin                                   |                         |            |
| Chelsea         | Dave Sexton                                       |                         |            |
| Coventry City   | Gordon Milne                                      |                         |            |
| Crystal Palace  | Bert Head (1ª-36ª) Malcolm Allison (37ª-42ª)      |                         |            |
| Derby County    | Brian Clough                                      |                         |            |
| Everton         | Harry Catterick (1ª-37ª) Tom Eggleston (38ª-42ª)  |                         |            |
| Ipswich Town    | Bobby Robson                                      |                         |            |
| Leeds Utd       | Don Revie                                         |                         |            |
| Leicester City  | Jimmy Bloomfield                                  |                         |            |
| Liverpool       | Bill Shankly                                      |                         |            |
| Manchester City | Malcolm Allison (1ª-35ª) John Hart (36ª-42ª)      |                         |            |
| Manchester Utd  | Frank O'Farrell (1ª-21ª) Tommy Docherty (22ª-42ª) |                         |            |
| Newcastle Utd   | Joe Harvey                                        |                         |            |
| Norwich City    | Ron Saunders                                      |                         |            |
| Sheffield Utd   | John Harris                                       |                         |            |
| Southampton     | Ted Bates                                         |                         |            |
| Stoke City      | Tony Waddington                                   |                         |            |
| Tottenham       | Bill Nicholson                                    |                         |            |
| West Bromwich   | Don Howe                                          |                         |            |
| West Ham Utd    | Ron Greenwood                                     |                         |            |
| Wolverhampton   | Bill McGarry                                      |                         |            |

## Classifica finale
|       | Pos. | Squadra         | Pt | G  | V  | N  | P  | GF | GS | QR    |
| ----- | ---- | --------------- | -- | -- | -- | -- | -- | -- | -- | ----- |
|       | 1.   | Liverpool       | 60 | 42 | 25 | 10 | 7  | 72 | 42 | 1.714 |
| [ 8 ] | 2.   | Arsenal         | 57 | 42 | 23 | 11 | 8  | 57 | 43 | 1.326 |
|       | 3.   | Leeds Utd       | 53 | 42 | 21 | 11 | 10 | 71 | 45 | 1.578 |
|       | 4.   | Ipswich Town    | 48 | 42 | 17 | 14 | 11 | 55 | 45 | 1.222 |
|       | 5.   | Wolverhampton   | 47 | 42 | 18 | 11 | 13 | 66 | 54 | 1.222 |
|       | 6.   | West Ham Utd    | 46 | 42 | 17 | 12 | 13 | 67 | 53 | 1.264 |
|       | 7.   | Derby County    | 46 | 42 | 19 | 8  | 15 | 56 | 54 | 1.037 |
| [ 9 ] | 8.   | Tottenham       | 45 | 42 | 16 | 13 | 13 | 58 | 48 | 1.208 |
|       | 9.   | Newcastle Utd   | 45 | 42 | 16 | 13 | 13 | 60 | 51 | 1.176 |
|       | 10.  | Birmingham City | 42 | 42 | 15 | 12 | 15 | 53 | 54 | 0.981 |
|       | 11.  | Manchester City | 41 | 42 | 15 | 11 | 16 | 57 | 60 | 0.950 |
|       | 12.  | Chelsea         | 40 | 42 | 13 | 14 | 15 | 49 | 51 | 0.961 |
|       | 13.  | Southampton     | 40 | 42 | 11 | 18 | 13 | 47 | 52 | 0.904 |
|       | 14.  | Sheffield Utd   | 40 | 42 | 15 | 10 | 17 | 51 | 59 | 0.864 |
|       | 15.  | Stoke City      | 38 | 42 | 14 | 10 | 18 | 61 | 56 | 1.089 |
|       | 16.  | Leicester City  | 37 | 42 | 10 | 17 | 15 | 40 | 46 | 0.870 |
|       | 17.  | Everton         | 37 | 42 | 13 | 11 | 18 | 41 | 49 | 0.837 |
|       | 18.  | Manchester Utd  | 37 | 42 | 12 | 13 | 17 | 44 | 60 | 0.733 |
|       | 19.  | Coventry City   | 35 | 42 | 13 | 9  | 20 | 40 | 55 | 0.727 |
|       | 20.  | Norwich City    | 32 | 42 | 11 | 10 | 21 | 36 | 63 | 0.571 |
|       | 21.  | Crystal Palace  | 30 | 42 | 9  | 12 | 21 | 41 | 58 | 0.707 |
|       | 22.  | West Bromwich   | 28 | 42 | 9  | 10 | 23 | 38 | 62 | 0.613 |

Legenda:
      Campione d'Inghilterra e ammessa in Coppa dei Campioni 1973-1974.
      Ammesse in Coppa UEFA 1973-1974.
      Retrocesse in Second Division 1973-1974.
Regolamento:
Due punti a vittoria, uno a pareggio, zero a sconfitta.
A parità di punti le squadre venivano classificate secondo il quoziente reti.

## Statistiche

### Squadre

#### Capoliste solitarie
Fonte:
|    | —— | ——  | —— | ——  | ——  | —— | ——  | —— | ——  | ——  | ——        | ——        | ——        | ——        | ——        | ——        | ——        | ——        | ——        | ——        | ——        | ——        | ——        | ——        | ——        | ——        | ——        | ——        | ——  | ——  | ——  | ——  | ——  | ——  | ——        | ——        | ——        | ——        | ——        | ——        | ——        | —— |  |
|    |    | Ars |    | Liv | Ars |    | Eve |    |     |     | Liverpool | Liverpool | Liverpool | Liverpool | Liverpool | Liverpool | Liverpool | Liverpool | Liverpool | Liverpool | Liverpool | Liverpool | Liverpool | Liverpool | Liverpool | Liverpool | Liverpool | Liverpool | Ars |     |     |     | Liv |     | Liverpool | Liverpool | Liverpool | Liverpool | Liverpool | Liverpool | Liverpool |    |  |
|    |    |     |    |     |     |    |     |    |     |     |           |           |           |           |           |           |           |           |           |           |           |           |           |           |           |           |           |           |     |     |     |     |     |     |           |           |           |           |           |           |           |    |  |
|    |    |     |    |     |     |    |     |    |     |     |           |           |           |           |           |           |           |           |           |           |           |           |           |           |           |           |           |           |     |     |     |     |     |     |           |           |           |           |           |           |           |    |  |
| 1ª | 2ª | 3ª  | 4ª | 5ª  | 6ª  | 7ª | 8ª  | 9ª | 10ª | 11ª | 12ª       | 13ª       | 14ª       | 15ª       | 16ª       | 17ª       | 18ª       | 19ª       | 20ª       | 21ª       | 22ª       | 23ª       | 24ª       | 25ª       | 26ª       | 27ª       | 28ª       | 29ª       | 30ª | 31ª | 32ª | 33ª | 34ª | 35ª | 36ª       | 37ª       | 38ª       | 39ª       | 40ª       | 41ª       | 42ª       |    |  |

#### Primati stagionali
- Maggior numero di vittorie: Liverpool (25)
- Minor numero di sconfitte: Liverpool (7)
- Miglior attacco: Liverpool (72)
- Miglior difesa: Liverpool (42)
- Maggior numero di pareggi: Leicester City (17)
- Minor numero di vittorie: West Bromwich, Crystal Palace (9)
- Maggior numero di sconfitte: West Bromwich (23)
- Peggiore attacco: Norwich City (36)
- Peggior difesa: Norwich City (63)

### Individuali

#### Classifica marcatori
Fonte:
| Gol | Rigori |  | Giocatore         | Squadra         |
| --- | ------ |  | ----------------- | --------------- |
| 28  | 2      |  | Pop Robson        | West Ham Utd    |
| 27  |        |  | John Richards     | Wolverhampton   |
| 20  |        |  | Bill Dearden      | QPR             |
| 19  |        |  | Bob Latchford     | Birmingham City |
| 18  |        |  | Allan Clarke      | Leeds Utd       |
| 18  |        |  | John Tudor        | Newcastle Utd   |
| 17  | 1      |  | Malcolm Macdonald | Newcastle Utd   |
| 17  | 3      |  | Martin Chivers    | Tottenham       |
| 16  |        |  | Jimmy Greenhoff   | Stoke City      |
| 16  | 2      |  | Mick Channon      | Southampton     |
| 15  |        |  | John Radford      | Arsenal         |
| 15  | 2      |  | Martin Peters     | Tottenham       |
| 15  | 5      |  | Peter Lorimer     | Leeds Utd       |
| 14  |        |  | John Ritchie      | Stoke City      |
| 14  |        |  | Kevin Hector      | Derby County    |
| 14  |        |  | Rodney Marsh      | Manchester City |
| 14  | 5      |  | Francis Lee       | Manchester City |